# Ambohitompoina
Ambohitompoina – gmina na Madagaskarze, w regionie Vakinankaratra, w dystrykcie Antanifotsy. W 2001 roku zamieszkana była przez 41 433 osób. Siedzibę administracyjną stanowi miejscowość Ambohitompoina.